# تپه سرکن ۲
تپه سرکن ۲ مربوط به دوره سلجوقیان است و در شهرستان کرمانشاه، بخش مرکزی، دهستان بالادربند، حاشیه غربی روستای سرکن واقع شده و این اثر در تاریخ ۲۶ اسفند ۱۳۸۷ با شمارهٔ ثبت ۲۵۵۱۸ به‌عنوان یکی از آثار ملی ایران به ثبت رسیده است.